# Ferrari Portofino
El Ferrari Portofino es un automóvil deportivo Gran Turismo con carrocería descapotable tipo 2+2 plazas de dos puertas, motor delantero montado longitudinalmente y de tracción trasera, producido por el fabricante italiano Ferrari, a partir de 2018. Es el sucesor del Ferrari California T.

## Diseño
Recibe el nombre del pueblo de Portofino, en Italia, conocido sobre todo por su turístico puerto. El color de su carrocería "Rosso Portofino" también hace alusión al conocido pueblo.
Ha sido diseñado por Flavio Manzoni del Centro de Estilo Ferrari, quien lo denomina un Fastback y aseguran que las turbulencias en el habitáculo a cielo descubierto, se reducen un 30%. Cuenta con un techo retráctil y un diseño que está inspirado en el Ferrari GTC4 Lusso (& Lusso T) y el Ferrari 812 Superfast.
Se presentó en el Salón del Automóvil de Fráncfort, a mediados de septiembre de 2017. Está equipado con faros led de serie, pantalla táctil de 10,2 pulgadas (25,9 cm), climatizador automático, un nuevo volante multifunción, asientos con 18 ajustes eléctricos y el interesante display para el pasajero que ya se ha estrenado en otros modelos.
Es el más básico de la gama ofrecida por la marca e incorpora el diferencial trasero electrónico "E-Diff" de tercera generación (E-Diff3), en este caso integrado con el sistema de gestión de tracción F1-Trac, así como la dirección asistida eléctrica (EPS) más rápida y directa. Presenta amortiguadores magnetoreológicos (SCM-E) "dual coil".

## Motor

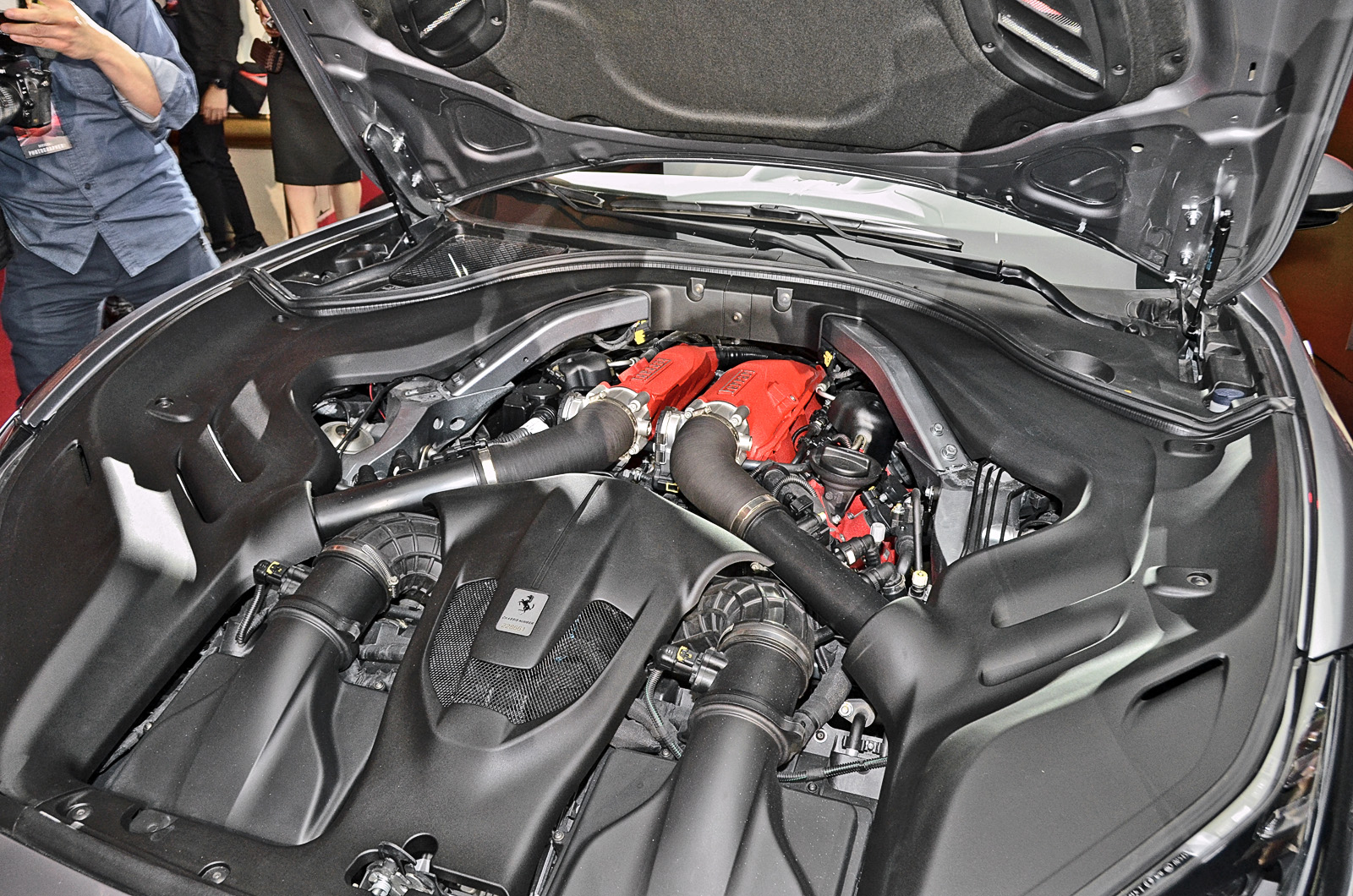
Motor Tipo 154 BD en 2018.

Tiene un motor V8 a 90° biturbo con código F154BD de 3855 cm³ (3,9 L; 235,2 plg³), siendo el mismo del modelo saliente (California), el cual desarrolla una potencia máxima de 600 CV (592 HP; 441 kW) a las 7500 rpm y un par máximo de 760 N·m (561 lb·pie) disponible entre las 3000 y 5250 rpm. Tiene un consumo medio homologado de 10,5 L/100 km (9,5 km/L; 22,4 mpgAm) y unas emisiones de CO2 de 245 g (8,6 onzas)/km. Añade función variable "Boost Management" que hace un funcionamiento similar al de un motor atmosférico.
El motor está acoplado a una caja de cambios de doble embrague de 7 velocidades, con lo que le permite acelerar de 0 a 100 km/h (62 mph) en 3,5 segundos y una velocidad máxima superior a los 320 km/h (199 mph). Aunque Ferrari asegura haber realizado mejoras en diversos componentes como nuevos pistones, biela, múltiple de escape, entre otros, le ha instalado una nueva gestión electrónica (ECU).
Este nuevo GT tiene un chasis completamente nuevo y alardea de ser más ligero que el Ferrari California T, al beneficiarse de una distribución de peso de un 46% sobre el eje delantero y un 54% sobre el trasero.
Los turbocompresores gemelos cuentan además con el llamado Variable Boost Management, que ajusta el par idóneo en la marcha seleccionada.
Es el descapotable con techo retráctil más rápido de Ferrari, con 40 CV (39 HP; 29 kW) más que el Ferrari California T y tiene además dos pequeñas plazas traseras que la marca denomina "para trayectos cortos".
En 2019, el especialista preparador Novitec ofrecía un paquete de mejoras, que consiste de tres niveles en su mecánica y otros elementos para personalizar también a nivel estético, con lo que el V8 biturbo podría ganar hasta 84 CV (61,8 kW) gracias estas modificaciones. El primer nivel entregaba una potencia de 668 CV (659 HP; 491 kW) y un par máximo de 851 N·m (628 lb·pie), con la opción de agregar un sistema de escape, o bien, de acero inoxidable o de Inconel, a fin de ahorrar hasta 11 kg (24,3 libras) de peso, con respecto a la variante convencional. La versión intermedia ofrecía 675 CV (666 HP; 496 kW), mientras que el tope de gama alcanzaba 684 CV (675 HP; 503 kW) a las 7400 rpm y un par máximo de 871 N·m (642 lb·pie) desde las 4750 rpm. Gracias a estas mejoras, aceleraba de 0 a 100 km/h (62 mph) en 3.2 segundos y alcanzaba una velocidad máxima de 325 km/h (202 mph).
| Corte de inyección (línea roja)       | 7500 rpm.                               |
| Diámetro x carrera                    | 86,5 x 82 mm (3,41 x 3,23 pulgadas)     |
| Relación de compresión                | 9.45:1                                  |
| Capacidad del depósito de combustible | 80 litros (21,1 galAm)                  |
| Alimentación                          | Inyección directa                       |
| Sistema de lubricación                | Cárter seco                             |
| Aceleración 0-200 km/h (124 mph)      | 10.8 segundos; Modificata: 9.8 segundos |
| Frenada de 100 km/h (62 mph)-0        | 34 m (112 pies)                         |

## Portofino M

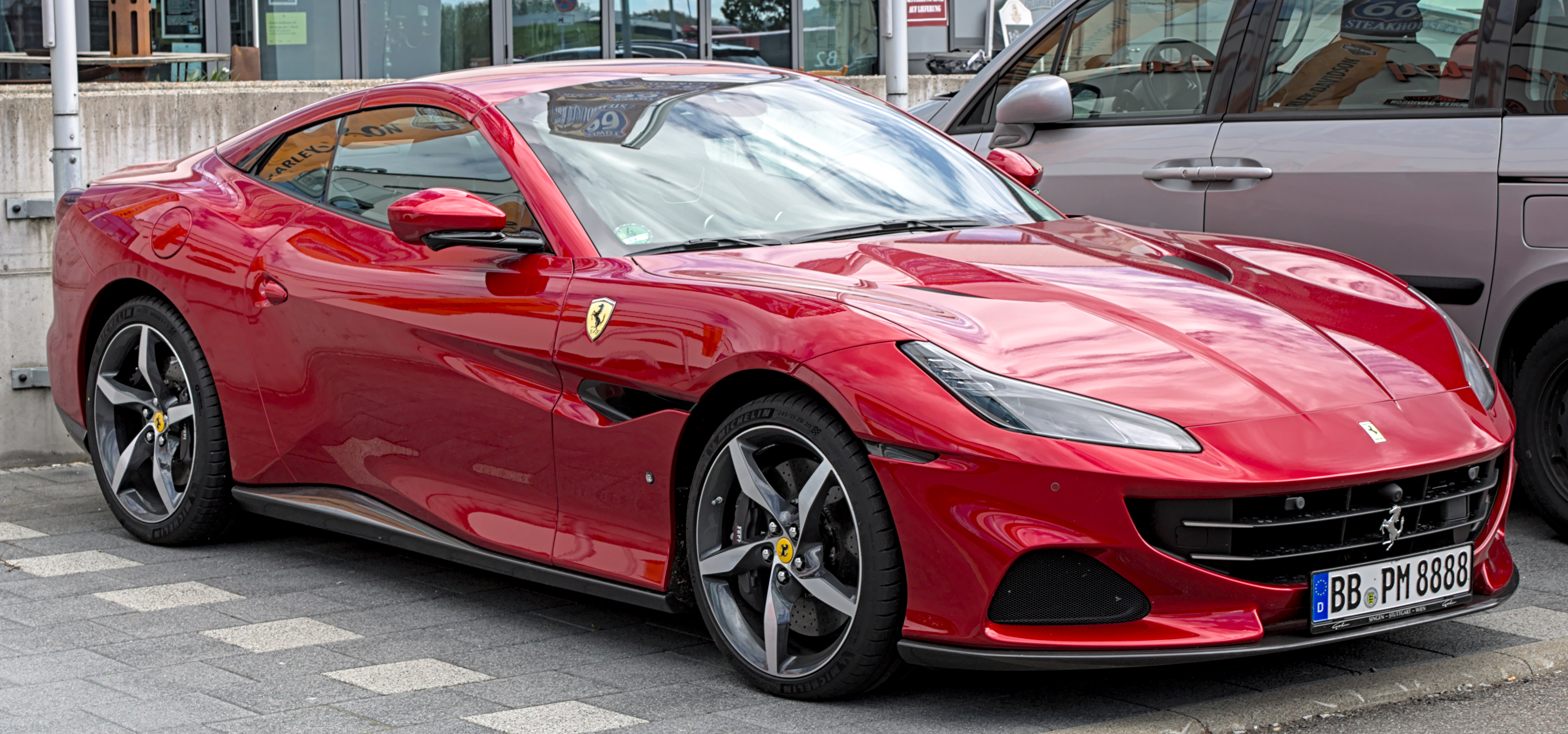
Ferrari Portofino M

La marca de Maranello anunció la nueva versión 2021 Portofino M de ‘Modificata’, que en italiano significa Modificada, cuyas mejoras no son solamente en su exterior. Está basada en la plataforma de la California, su predecesora, pero con aspectos técnicos del cupé Roma, que representa lujo y poder sobre cuatro ruedas en un Ferrari para todos los días.
Adopta la misma transmisión de doble embrague de ocho velocidades de su hermano Roma y una gestión de impulso variable para hacer coincidir la salida de par con la marcha seleccionada, limitando el par máximo a solamente las dos marchas superiores.
Vuelve a tomar aspectos tecnológicos que realmente funcionaron en el Roma y alcanza los 620 CV (612 HP; 456 kW) de su motor, otorgándole 20 CV (20 HP; 15 kW) más que al Portofino normal. El V8 de cigüeñal plano con doble (DOHC) árbol de levas a la cabeza y 32 válvulas, ofrece la mayor potencia proporcionada por los nuevos perfiles de levas y un límite más alto en las revoluciones máximas del turbocompresor.
De acuerdo a la marca, hace 9.8 segundos de cero a 200 km/h (124 mph), reduciendo en un segundo el tiempo del auto saliente. La velocidad máxima se mantiene limitada sin cambios a los 320 km/h (199 mph).
Un filtro de partículas acompaña a los modelos Euro y otros cambios en el catalizador, para entrar en el límite de especificaciones de contaminación, "pero no causa un cambio en el rendimiento", aclara Ferrari. El sistema de escape también ha sido revisado, con los dos silenciadores traseros cortados para reducir la contrapresión, sin ser demasiado técnico. El control de la experiencia de manejo de esta modelo, lo proporciona un interruptor de modo de conducción de cinco posiciones que, por primera vez en un gran turismo descapotable ofrece un modo «Carrera», según Maranello.